# Lucanus cervus
Espèce
Statut de conservation UICN

 NT  : Quasi menacé

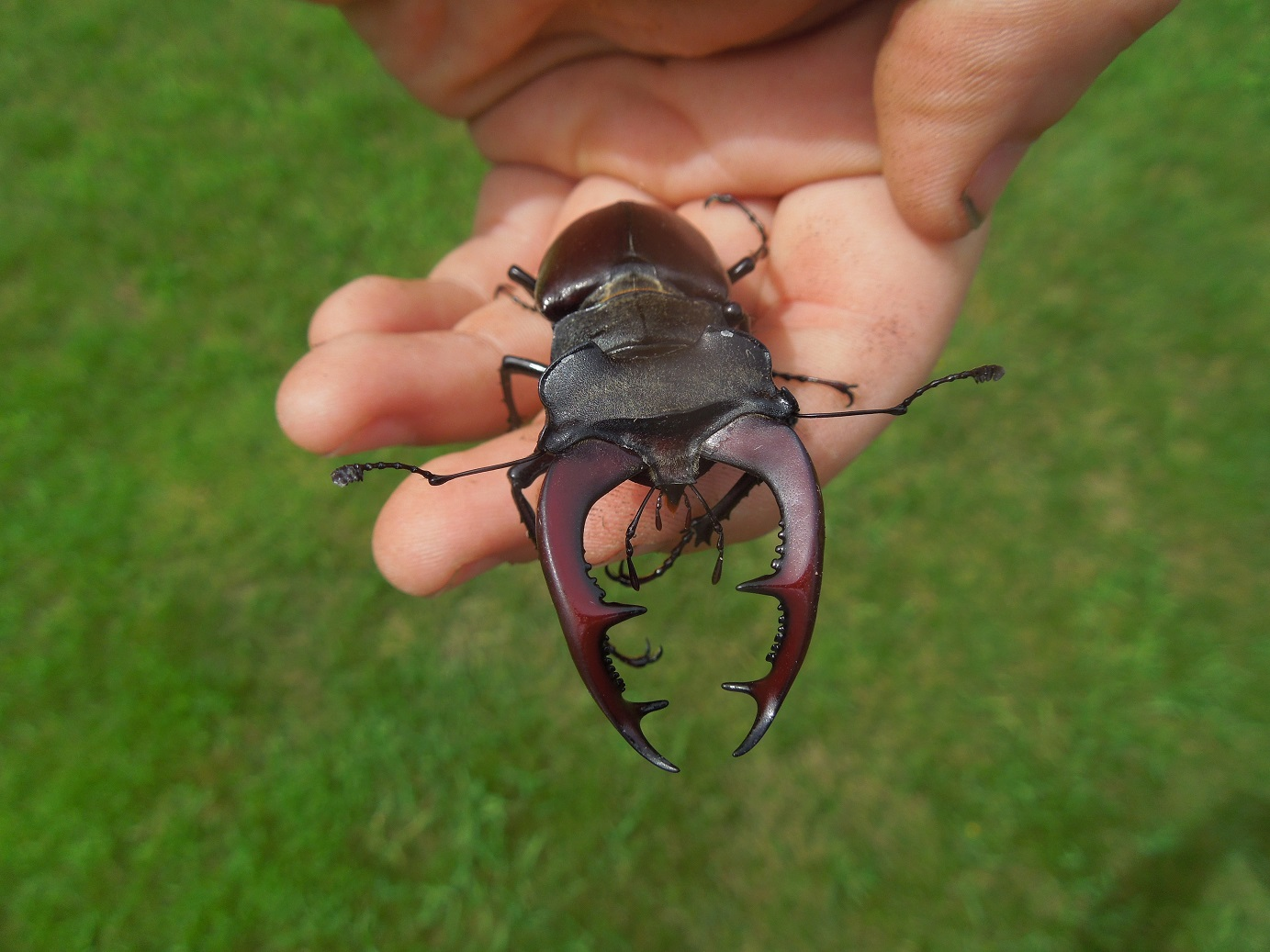
Les mandibules des mâles.

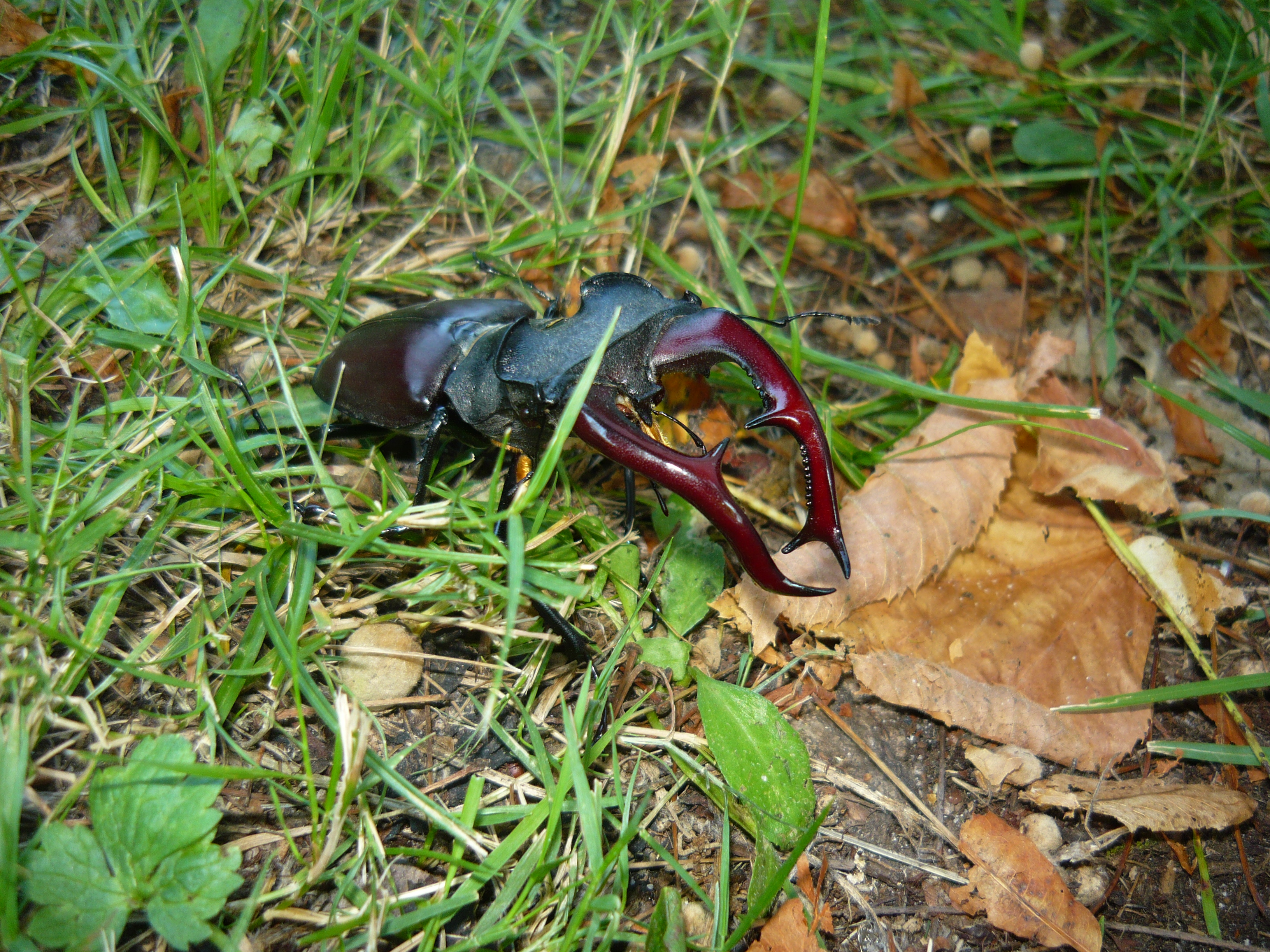
Lucane mâle dans son milieu naturel

Lucanus cervus est une espèce de coléoptères de la famille des Lucanidae, sous-famille des Lucaninae, de la tribu des Lucanini et du genre Lucanus, vivant en Europe. Il est couramment appelé Cerf-Volant (pour le mâle) ou Grande Biche (pour la femelle) ; Lucane est la forme française du nom générique Lucanus donné par Giovanni Antonio Scopoli. Dans certaines campagnes françaises (Poitou ou Limousin, par exemple), il est également désigné sous le nom vernaculaire de cornard,.

## Description
Ces coléoptères aux larves saproxylophages peuvent mesurer jusqu'à 8,5 voire 9 centimètres de long, ce qui est particulièrement grand pour un insecte. C'est le plus grand coléoptère d'Europe. La taille de l'individu résulte de la qualité nutritionnelle du bois, mais, dans certaines régions du Sud-Ouest de la France, les Lucanes ont tendance à être plus grands que la moyenne. Selon la taille, on dit que les lucanes sont « major », « medium » ou  « minor ».[réf. nécessaire]
L'imago se présente sous la forme d'un gros coléoptère brun-noir avec des nuances bordeaux. Le mâle est doté de mandibules spectaculaires par leur taille, dont la forme évoque des bois de cerf, d'où le nom de « Cerf-volant ». La femelle, plus petite, a des mandibules elles aussi beaucoup plus petites, mais plus puissantes. À noter également que le dimorphisme sexuel est marqué chez les coléoptères. Cet insecte est à peu près inoffensif pour l'homme, mais la femelle peut pincer jusqu'au sang pour se défendre.

### Mâle

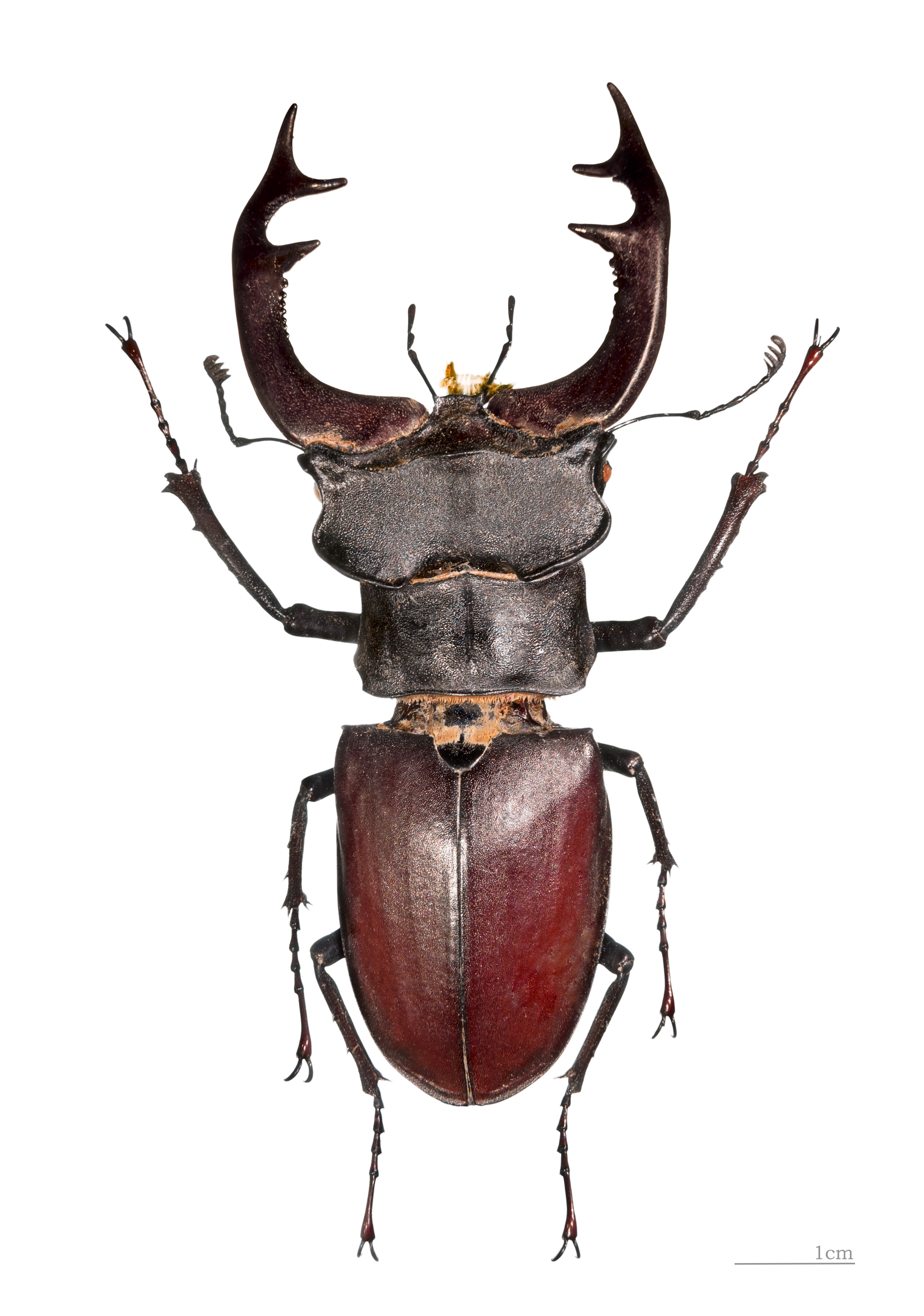
Face dorsale
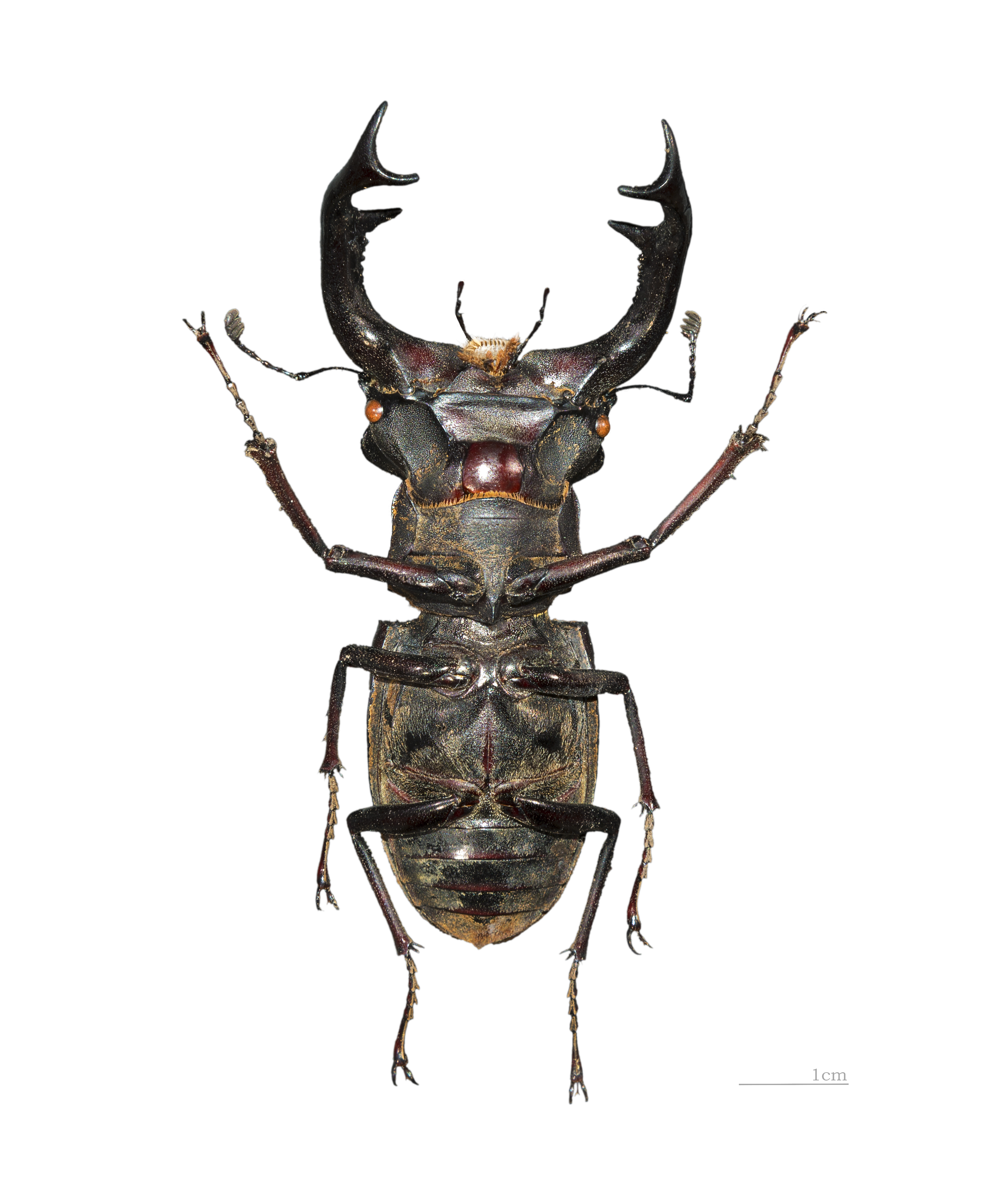
Face ventrale
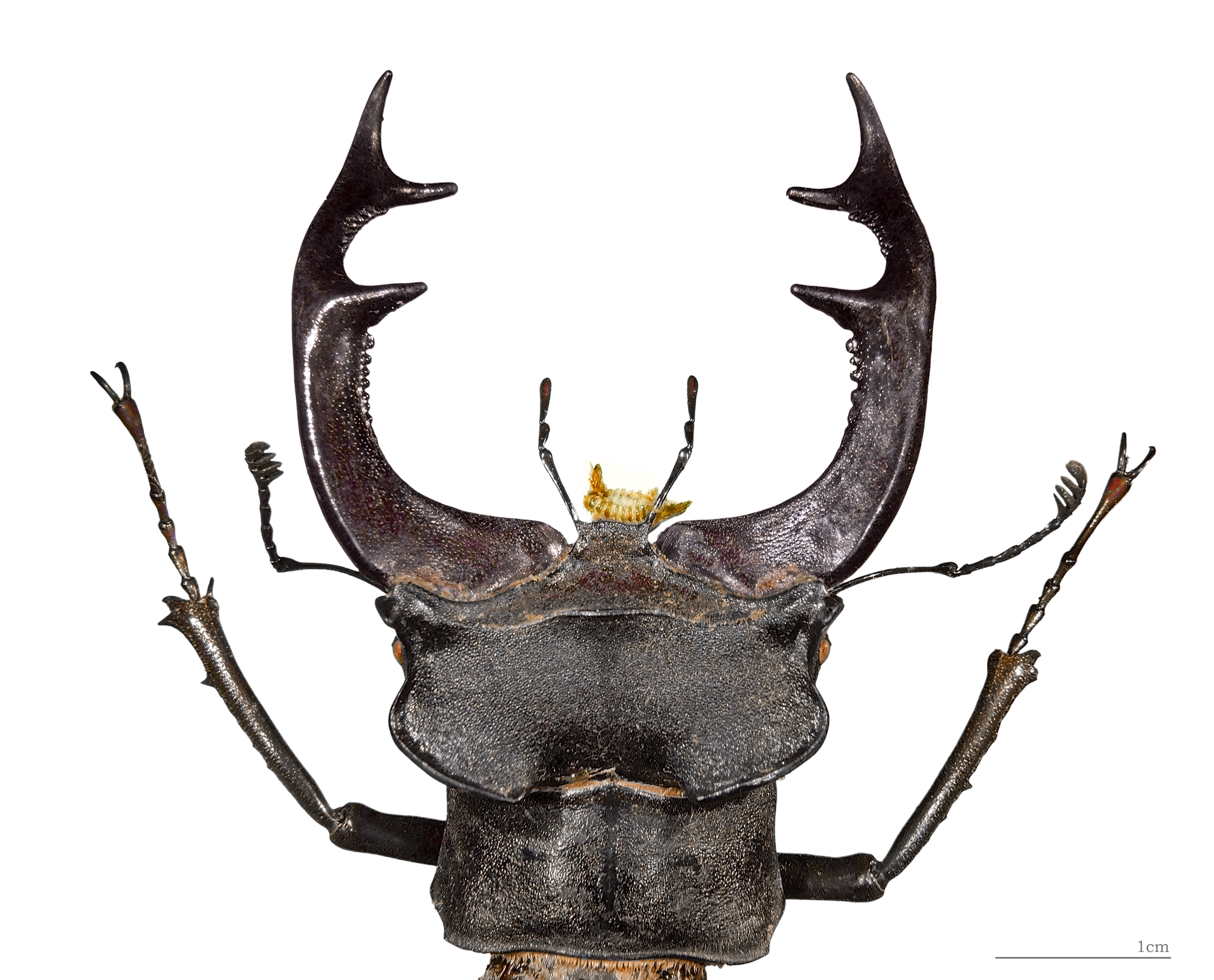
Extrémité céphalique du mâle - Muséum de Toulouse

### Femelle

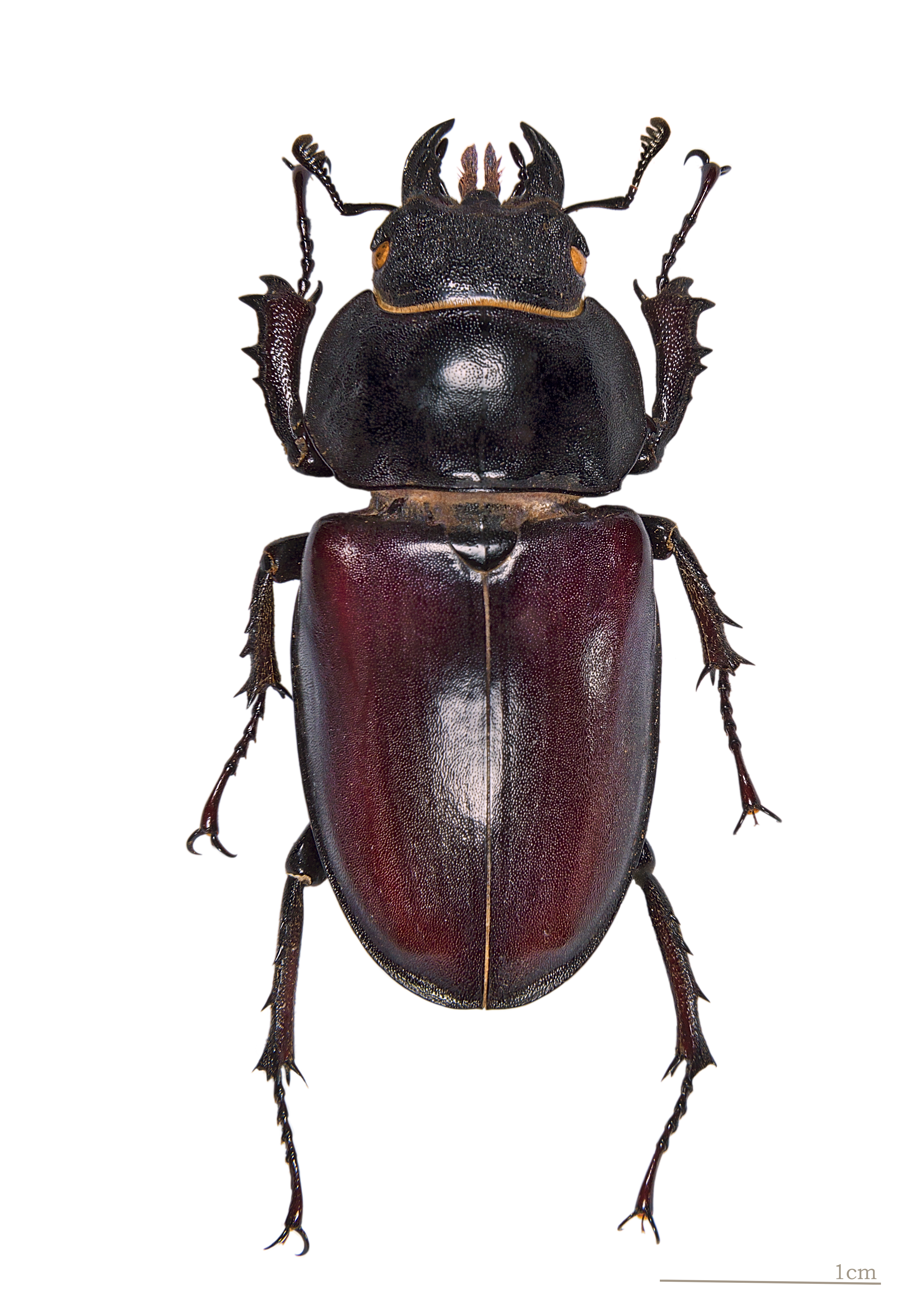
Face dorsale
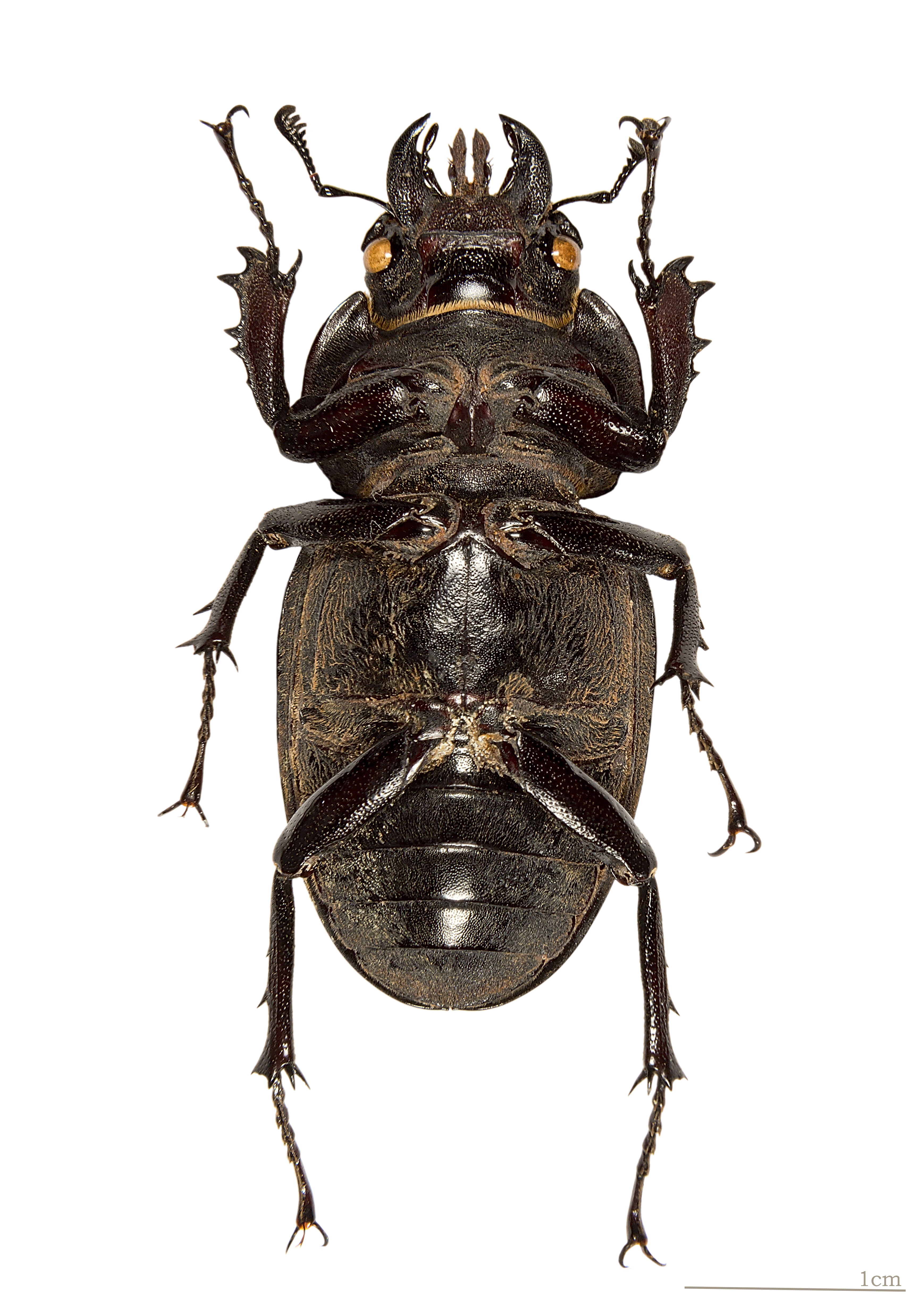
Face ventrale
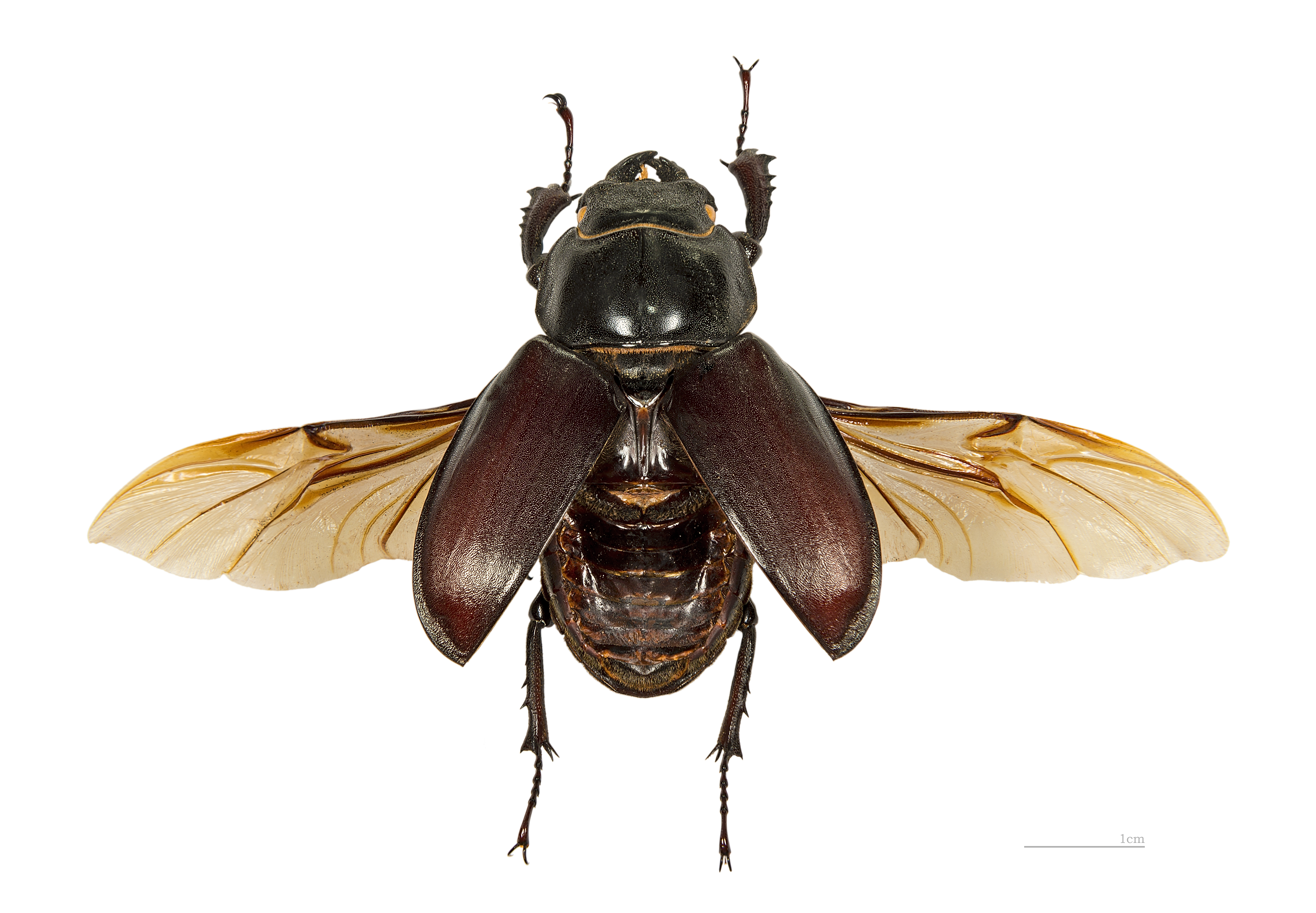
Position de vol

### Divers

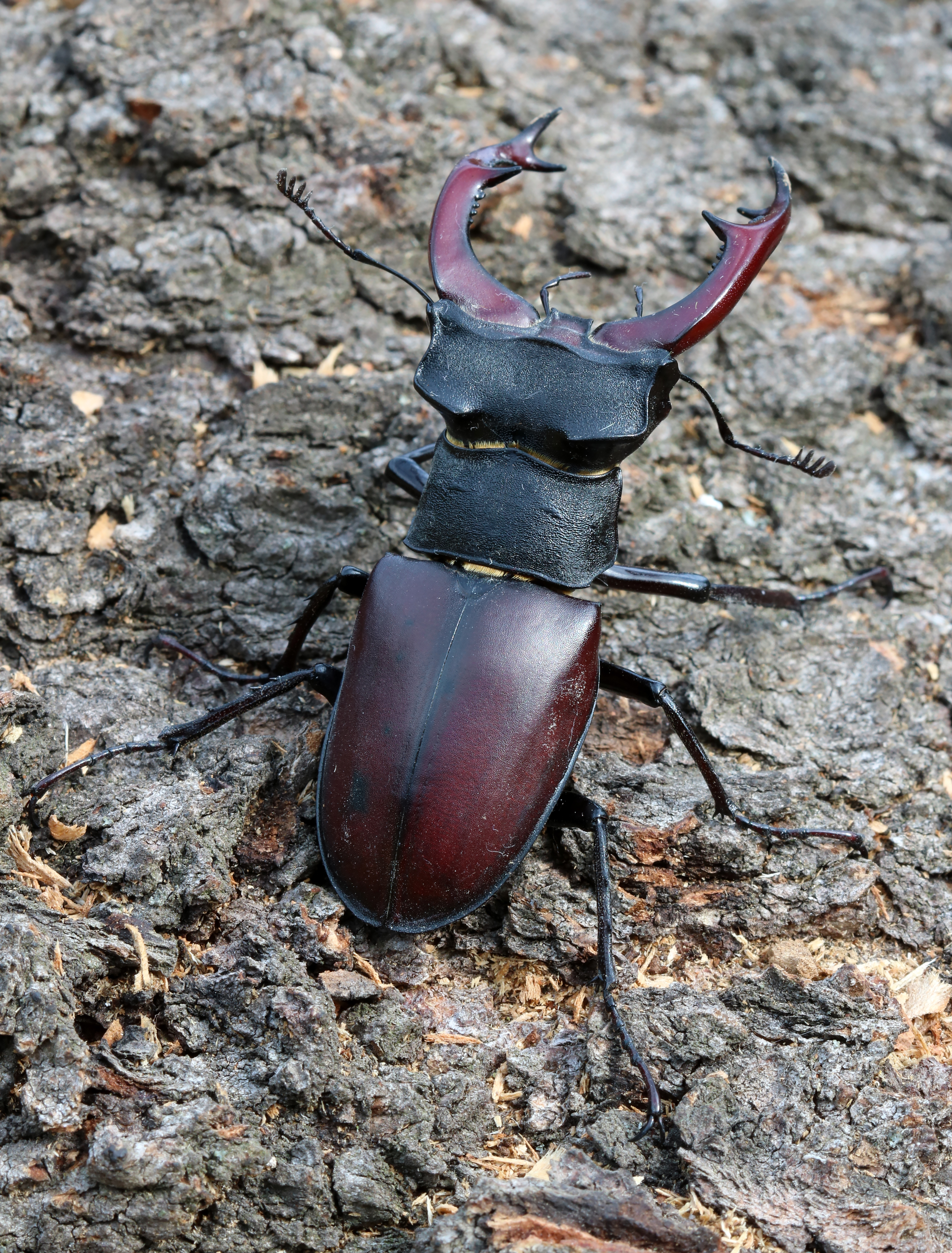
♂
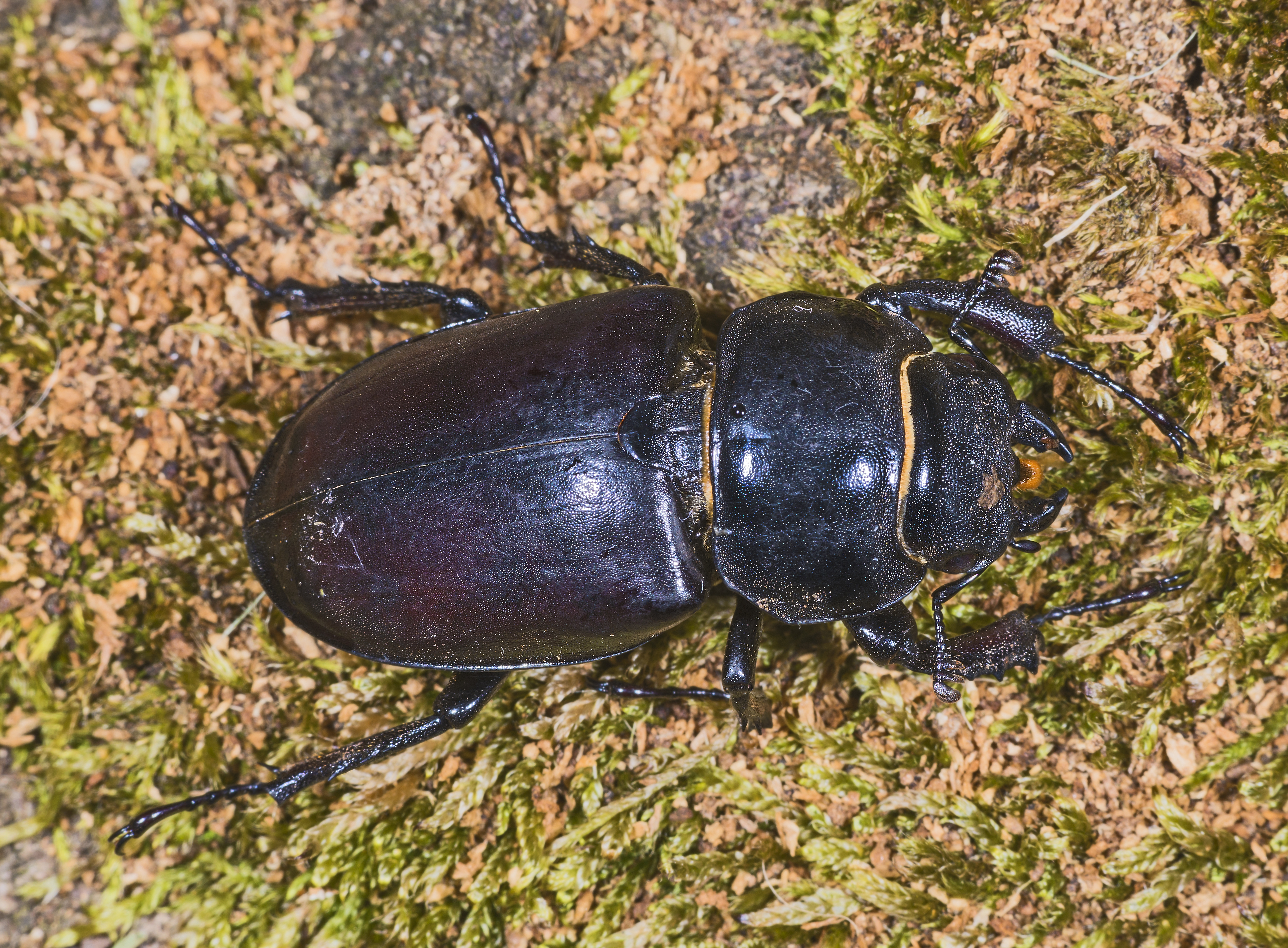
♀
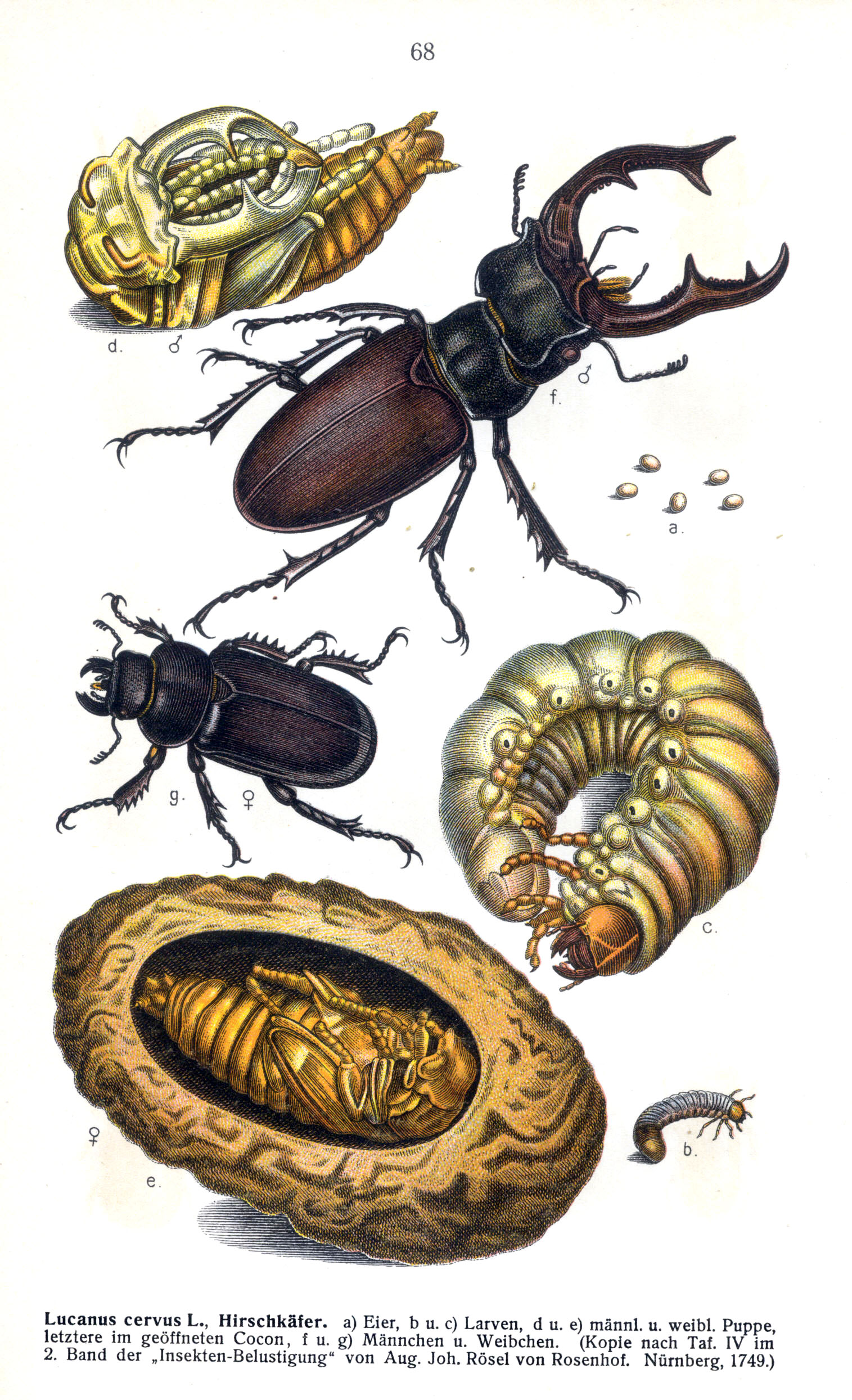
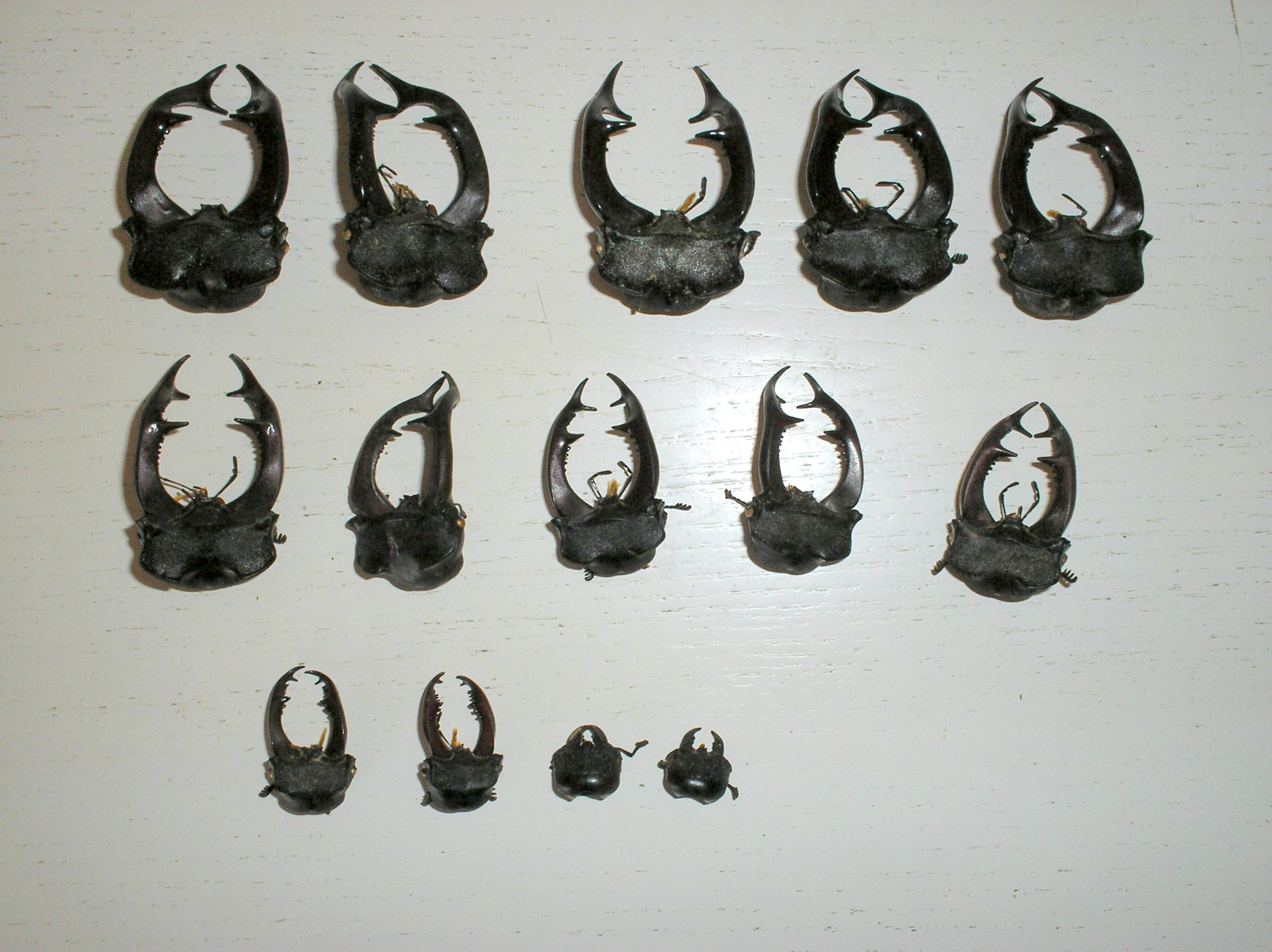
Têtes de lucanes. On voit que la taille des mandibules varie beaucoup. Les deux derniers spécimens sont des femelles, les autres sont des mâles.

## Biologie

### Vie larvaire

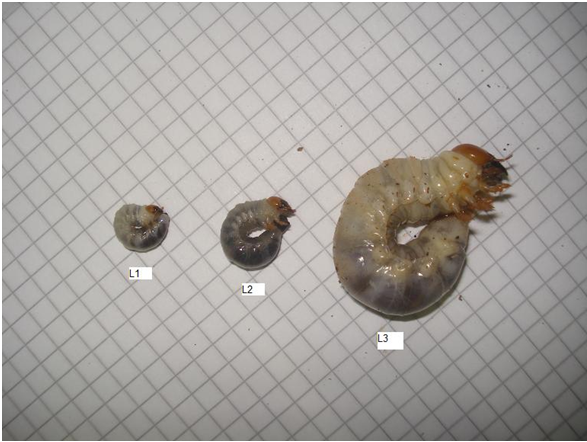
Larve et croissance

La larve, blanche, translucide à tête orangée, est saproxylophage (qui consomme uniquement du bois mort) : se nourrirait durant 3 à 6 années de bois mort ou pourrissant, jusqu'à atteindre 8 à 10 cm pour les mâles. En cas de malnutrition de la larve, l’imago sera plus petit, et la vie larvaire peut être prolongée (5 ou 6 ans)[réf. nécessaire].
Le moment venu, les larves s'enterrent et se confectionnent une loge à leur mesure. Elles s'y transformeront en nymphes, puis en insectes volants l'automne venu. Ces derniers n'émergeront qu'au début de l'été suivant.

### Vie adulte

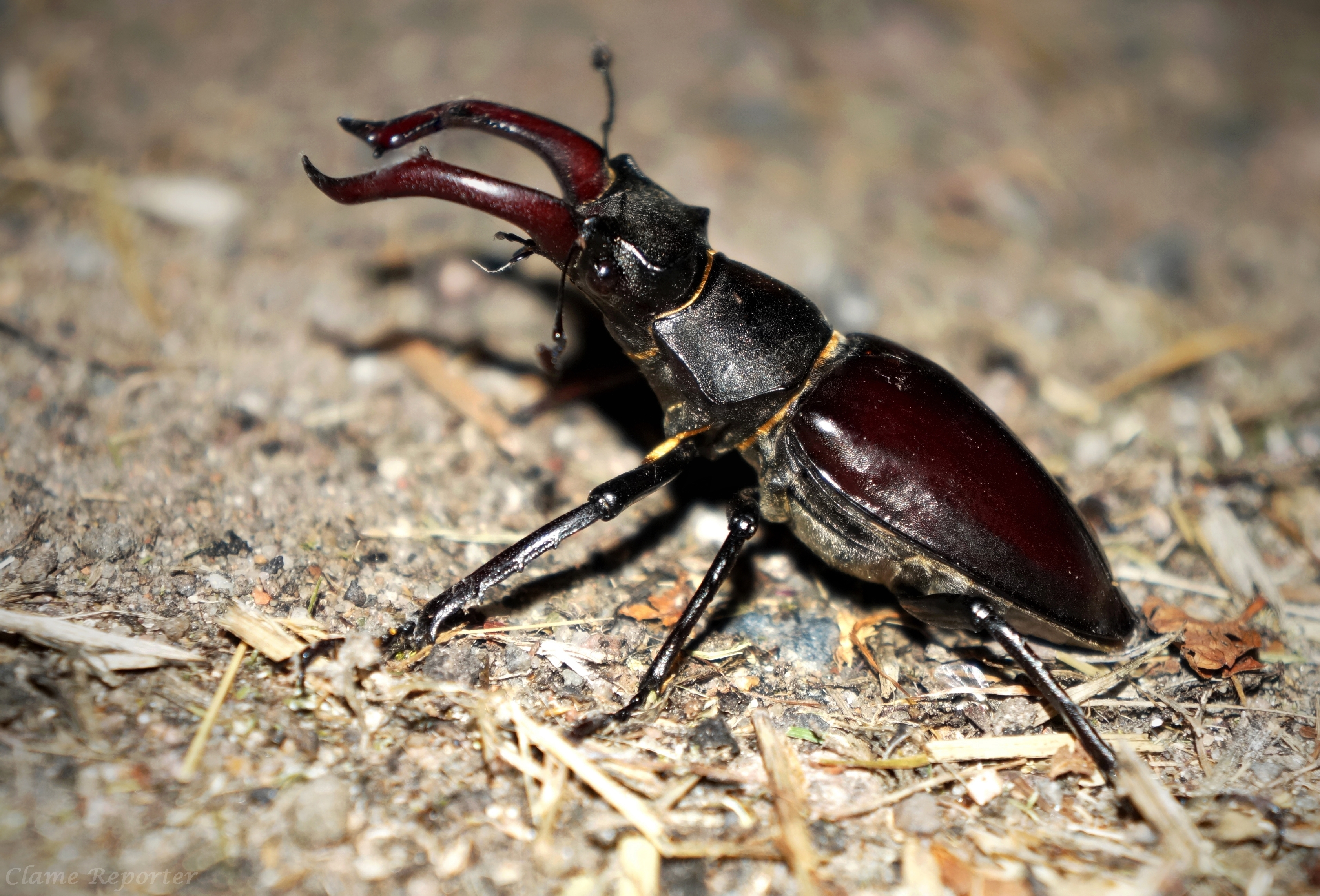
Lucanus cervus mâle en position d'observation au sol

Une fois métamorphosé en imago, l'individu vit sur ses réserves jusqu'à l'accouplement et la mort. L'imago peut toutefois se nourrir de nectar, de fruits et de sève émise par les plaies des arbres pour prolonger sa vie et se restaurer.
Les adultes sont principalement actifs au crépuscule et durant la nuit. Ils sont capables de voler ; le corps est alors en position presque verticale, et le vol produit un fort bourdonnement.
Face aux menaces, le lucane mâle exhibe ses mandibules. Puissantes, elles lui permettent de pincer fortement. Elles servent également à pousser ou à saisir et éjecter d'éventuels opposants.

### Prédateurs
Les larves subissent les assauts de guêpes et de coléoptères carnivores tels que la Cicindèle des champs (Cicindela campestris, un petit insecte vert à taches et à pinces jaunes).
Lors de la reproduction, les adultes s'affichent largement sur l'écorce des arbres, ce qui suggère que ses prédateurs doivent être rares. Les lucanes cerfs-volants sont la proie des pies, des geais et d’autres animaux[évasif]. On peut trouver de nombreux cadavres sous les arbres, dont, souvent, seul l'abdomen a été consommé.

### Reproduction et mort
La reproduction se fait vers juillet. Les mâles et les femelles se retrouvent sur des chênes malades, dont ils lèchent les plaies pour se nourrir. Le mâle utilise ses grandes mandibules pour amener sous lui la femelle, et pour attraper et éjecter les concurrents à la manière d'un lutteur grec. Une fois la femelle rabattue sous lui, il reste au-dessus d'elle, tirant parti de sa plus grande taille pour la couvrir physiquement et l'enfermer entre ses pattes.[réf. nécessaire] Le couple peut aussi se placer au-dessus d'une plaie de l'arbre pour profiter du jus qui en sort.
Le couple peut s'accoupler plusieurs fois, durant de courtes périodes (environ 2 minutes chacune). Le mâle se retire à l'approche d'un observateur et se dresse pour repousser toute menace à l'aide de ses mandibules.
D'autres mâles peuvent s'approcher, attirés par la femelle, mais les assauts qui s'ensuivent sont très timides et ne présentent pas une réelle menace pour un couple déjà installé.
La femelle pond dans la terre, au pied d'une source nourricière pour ses futures larves : un arbre mort ou malade (chêne, hêtre, pommier, etc.).
Les lucanes mâles semblent[évasif] mourir naturellement après l'accouplement et les femelles après la ponte. On peut retrouver les exosquelettes au pied des arbres qui accueillent encore les autres couples.
Certains oiseaux, comme le geai, mangent l'abdomen du lucane cerf-volant, ce qui explique qu'on trouve parfois des macro-restes en forêt.

## Systématique
- L'espèce a été décrite par le naturaliste suédois Carl von Linné en 1758 sous le nom initial de Scarabaeus cervus.
- Il existe un sous-genre ; le nom complet est donc Lucanus (Lucanus) cervus.

Le terme de Lucanus (et le nom général de la famille des Lucanidae) remonte à l'antiquité romaine ; Pline l'Ancien signale déjà dans son Histoire naturelle (livre XI, chapitre 34) que l'érudit Nigidius Figulus appelle ces insectes des Lucaniens, sans doute en référence à l'ancienne région de Lucanie en Italie. Pline signale également que les « cornes » du lucane cerf-volant sont accrochées au cou des enfants pour éviter ou guérir certaines maladies infantiles.
En 1823, un vol de lucanes traverse toute la plaine du Roussillon en direction du massif des Albères. Leur nombre est si important que le soleil est obscurci le temps de leur passage.

### Noms vernaculaires
- Lucane cerf-volant (pour le mâle) : les grosses mandibules du mâle lui ont valu le nom de « cerf-volant », en raison de leur ressemblance avec les bois d'un cerf et du fait qu'il vole.
- Grande biche (pour la femelle).

À ne pas confondre avec un autre lucaniné, la Petite biche (Dorcus parallelipipedus).

### Synonymie
- Scarabaeus cervus Linnaeus (1758)
- Scarabaeus capreolus (Füessly, 1775)
- Scarabaeus dorcas (Müller, 1776)
- Scarabaeus capra (Olivier, 1789)
- Scarabaeus hircus (Herbst, 1790)
- Scarabaeus inermis (Marsham, 1802)
- Scarabaeus grandis (Haworth, 1807)
- Scarabaeus microcephalus (Mulsant, 1842)
- Scarabaeus lusitanicus (Hope & Westwood, 1845)
- Scarabaeus maxillaris (Motschulsky, 1845)
- Scarabaeus vicinus (Hope & Westwood, 1845)
- Scarabaeus cornutus (Dale, 1893)
- Scarabaeus judaicus (Planet, 1902)
- Scarabaeus validus (Möllenk, 1912)

## Lucanus cervuset l'Homme

### Étymologie
Selon Nigidius Figulus et Pline l'Ancien, le nom de ce coléoptère (déjà utilisé dans l'antiquité) viendrait des casques ornés (entre autres) de ramures de cerf des Lucaniens, un peuple d'Italie du Sud. Une étymologie alternative écrit le nom Lucavus, qui signifierait « Porte-lumière ». Ce nom se rapporterait à une certaine importance mythique de l'espèce, qui aurait été associée aux grands dieux de la mythologie des anciens Germains, en particulier Thor.

### Statut de protection
L'espèce n'est pas protégée en France. Elle continue à se raréfier géographiquement, en gardant des poches de présence.
Le lucane cerf-volant est inscrit à l'annexe II de la directive européenne « habitats faune flore » de 1992, dont la protection nécessite la mise en place par les États-membres de zones spéciales de conservation, ainsi qu'à l'annexe III de la convention de Berne.
Il niche dans les cavités des vieux arbres et des troncs morts, en forêt comme dans le bocage. La gestion forestière, en éliminant les vieux arbres et le bois mort, élimine à la fois son habitat et sa nourriture.
Le Lucane cerf-volant, comme la plupart des coléoptères xylophages (mangeant du bois), est en forte régression dans les forêts d'Europe.